# Triclis olivaceus
Triclis olivaceus là một loài ruồi trong họ Asilidae. Triclis olivaceus được Loew miêu tả năm 1851.